# ترانک (شعر)
ترانک را کوتاه‌ترین شعرکاملی است که ساخت و معنای مشخصی دارد و نه مانند شعرک تنها یک تصویر واحد است و نه مانند هایکو تنها به طبیعت بسنده می‌کند. ترانک بر خلاف هایکو از محدودیتهای وزنی، موضوعی، زمانی فارغ است (هایکو در زمان حال جاری است). شعریست همراه با آرایه‌ها و پرونده:
پدرم شعرمی خواند
من شعر می‌گویم
او باغهای فراوانی دارد
من داغهای فراوانی
(غلامرضا کافی نیست، ترانک‌ها - صفحه ۳۰)